# 莱尔卡里-帕罗迪宫
44°24′39.62″N 8°56′03.99″E / 44.4110056°N 8.9344417°E

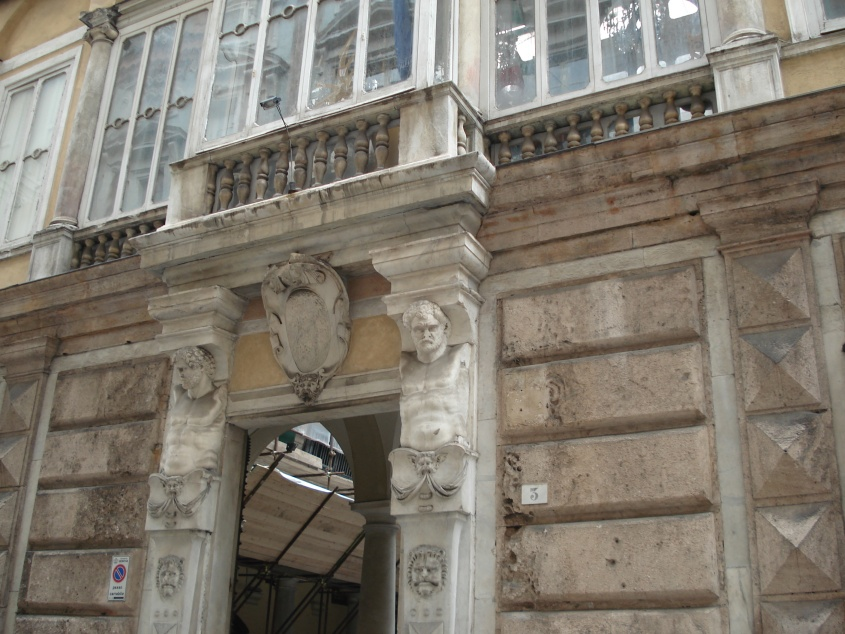

莱尔卡里-帕罗迪宫（Palazzo Lercari-Parodi）是一座历史建筑，位于意大利热那亚加里波第街3号，2006年作为罗利宫殿体系的42座宫殿之一被列为世界文化遗产。
该建筑建于1571年。业主佛朗哥·莱尔卡里。1845年由帕罗迪家族收购。

## 图片

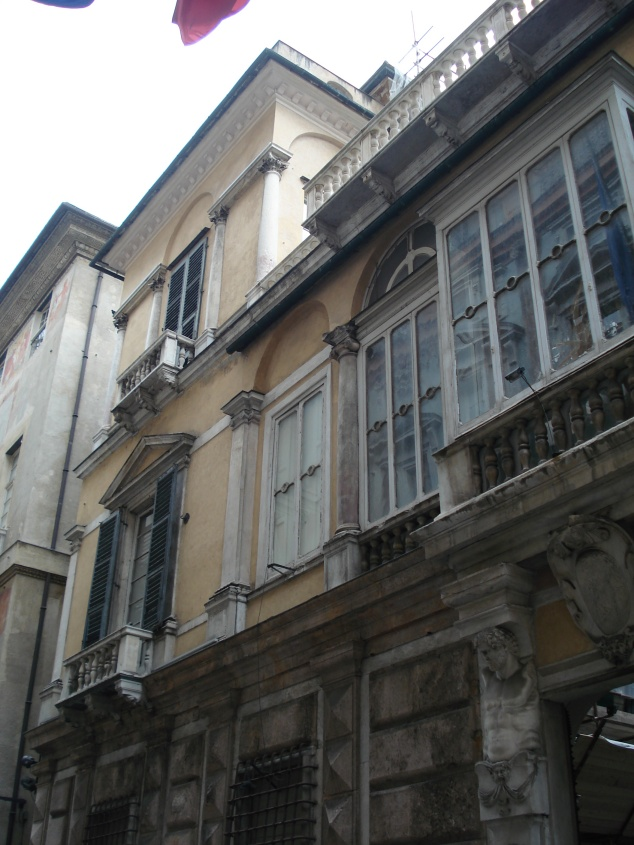
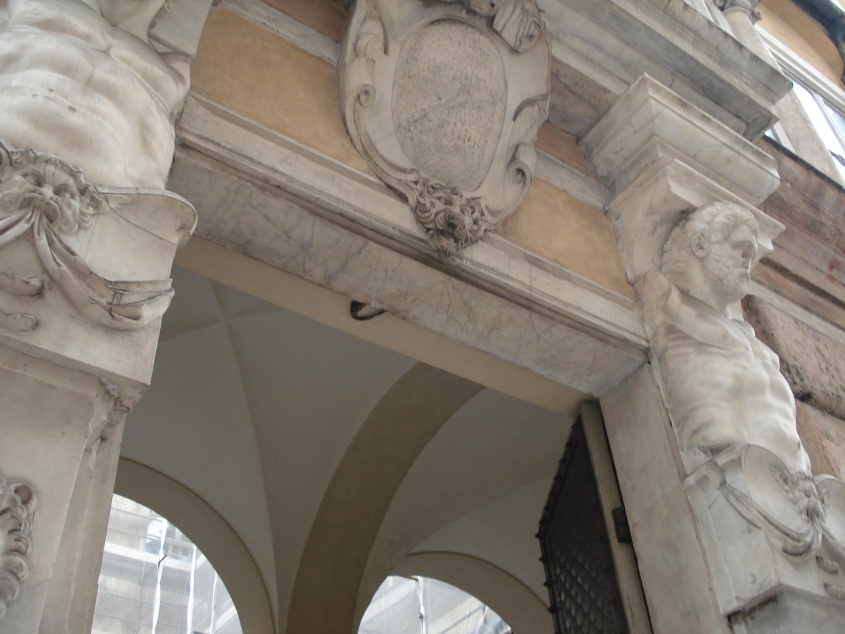